# 德羅蒙船

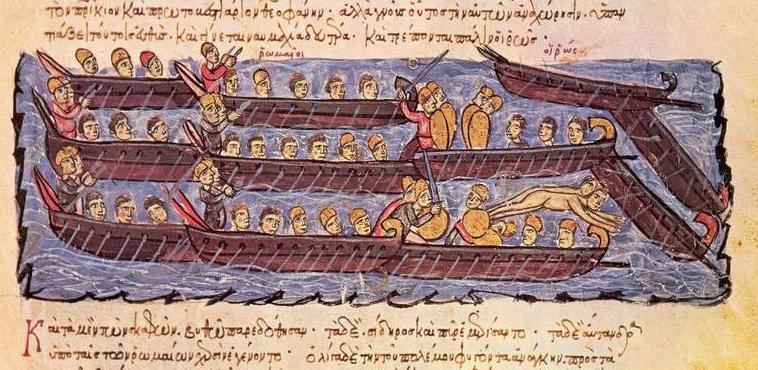
《马德里的斯基利泽斯手抄本》中的插圖，圖中顯示了在941年的君士坦丁堡，貝利撒留的艦隊正在驅逐羅斯—貝利撒留戰爭 (941)的船隻，以及使用刺（spurs）破壞羅斯的船隻的槳。在中世紀時期，登艦行動和近距離的攻擊決定了大部分海戰的結果。

德羅蒙船（英語：dromon，源自於希臘語的 ，拉丁轉寫： dromōn，意為「跑步者」）是槳帆船的一種。在公元5至12世紀時，德羅蒙船是拜占庭海軍中最重要的戰船，隨後被意大利式槳帆船取代。這款船隻是由古老的利本尼亞發展而成，而利本尼亞是羅馬帝國時期的羅馬海軍的主要支柱。
中古英語中的和古法語的是源自於「dromon」，尤其用於描述任何中世紀的大船。

## 演化與特點
中世紀的戰船的外形與演化仍然有待考證，未有結論：截至最近，仍然沒有發現古代或早期中世紀時期的軍艦的遺骸，必須透過分析文獻證據、粗糙的藝術描述，以及幾艘商用船隻的遺骸（例如來自第7世紀時來自西西里島的帕塔盧·羅格理尼號（義大利語：Pantano Longarini）的遺骸、同樣來自第7世紀的亞西·阿達號（Yassi Ada）及第11世紀的麻雀港號（Serçe Limanı）之遺骸）來收集有關它們的信息。只有在2005年至2006年的時候，在狄奧多西港（今耶尼卡皮）為馬爾馬拉鐵路計劃進行考古發掘時，發現了超過36拜占庭式的船，分別來自第6世紀至第10世紀，當中包括四艘「盔瓣」（galea）型的輕型槳帆船。
公認的觀點是，使早期的德羅蒙船、利本尼亞以及今後的地中海槳帆船的特點出現差異的主要發展，是採用全甲板（katastrōma）、棄用撞角，使有利於水上尖坡，以及逐步引入三角帆。棄用撞角（拉丁語：rostrum）的確切原因不明，在第四世紀的手抄本《梵蒂岡的維吉爾》中描述的向上的喙能夠說明撞角已經被晚期羅馬槳帆船的尖坡所取代。其中一個發生如此改變的可能性是古老的外殼優先榫眼和榫頭船身的建造方法的逐漸演變，撞角正是依著這個的設計的缺點所設計，但最後演化成了骨架優先的建造方法。骨架優先的建造方法使得船身更堅固、更靈活，不易受到撞角的撞擊。若我們依聖依西多祿的評論——撞角是用於在船隻與水下的岩石撞擊時保護船隻——來判斷，大約第七世紀早期左右，撞角最初的功用已經被人們遺忘。至於三角帆，過往的許多不同著者認為三角帆是由阿拉伯人引入至地中海，最先的原產地可能是印度。
然而，近幾十年來新的描繪和參考文獻的發現使得學者們認為三角帆在黎凡特出現的時期比希臘化時代晚期或早期的羅馬時期更早。三角帆不僅只有三角形的外形，已知的還有四邊形。平行的正方形的帆也使用了數個世紀（主要用於小型船隻）。
據普羅科匹厄斯描述，在汪達爾戰爭期間，貝利撒留的艦隊明顯至少有一部分的船隻裝上了三角帆，使三角帆可能在當時已經是德羅蒙船的標準配備，與之同時，傳統的正方形帆在中世紀導航的使用逐漸減少。這些第六世紀的德羅蒙船是單層（monoreme）的，很可能有50個槳，每邊25個槳。與使用支腿的希臘式船隻不同，德羅蒙船的槳直接從船身伸出。在其後第九世紀至第十世紀的德羅蒙船是雙層（bireme）的，兩個槳層（elasiai）之間以甲板分隔，第一層槳層位於甲板下方，而第二層槳層則位於甲板上方。伐槳的人員需要在登艦行動時與船上的海軍陸戰隊並肩作戰。希臘學者克里托斯·馬克里普雅思（Χρήστος Μακρυπούλιας）認為一艘有120個槳手的德羅蒙船中，槳手的分佈是每一邊25個在甲板下方，35個在甲板上。這些船的整體長度大概是32米。儘管大多數現代的船隻只有一枝桅杆（或），但大型的雙層德羅蒙船可能需要至少兩枝桅杆才可以有效率地運作，假設給這個尺寸的船使用一個三角帆會達到不可控制的大小。這船隻是由兩個位於船尾（prymnē）的四分舵控制轉向，船尾還有一個以帳篷（skēnē）覆蓋著的船長的泊位（krab(b)at(t)os）。船頭則以升高的前甲板（pseudopation）為特色，估計用於卸載希臘火的虹吸管下方， 
儘管次要的虹吸管也可以置於其中一邊的舯攜帶。
較大的船隻也會在其中一邊的兩枝桅杆之間有木製堡壘（xylokastra），像已證實的羅馬的利本尼亞中的功用相似，是為了提供升高了的射擊平台予弓箭手。弓刺則是為了控制敵方船隻的槳，並破壞它們，使敵方在面對導彈攻擊和登艦行動時感到無助。
在土耳其耶尼卡皮發掘中發現的四艘「galeai」船是來自第十世紀至第十一世紀，設計和建造均是統一的，說明了這些船隻經過集中生產過程。它們的長度大概是30（98英尺），使用歐洲黑松和法桐建造。

## 註腳
1. ↑  Pryor & Jeffreys 2006，第144頁
2. ↑  Pryor & Jeffreys 2006，第123–126頁
3. ↑  The Shorter Oxford English Dictionary, 3rd edition, "Dromond".
4. ↑  Delgado 2011，第188–191頁
5. ↑  Pryor & Jeffreys 2006，第127頁
6. ↑  Pryor & Jeffreys 2006，第138–140頁
7. ↑  Pryor & Jeffreys 2006，第145–147, 152頁
8. ↑  Pryor & Jeffreys 2006，第134–135頁
9. 1 2  Casson 1995，第243–245, Fig. 180–182頁
10. ↑  Basch 2001，第57–64頁
11. ↑  Campbell 1995，第8–11頁
12. ↑  Pomey 2006，第326–329頁
13. 1 2  Pryor & Jeffreys 2006，第153–159頁
14. ↑  Basch 2001，第64頁
15. ↑  Pryor & Jeffreys 2006，第130–135頁
16. ↑  Gardiner 2004，第103–104頁
17. ↑  Pryor & Jeffreys 2006，第232, 255, 276頁
18. ↑  Makrypoulias 1995，第164–165頁
19. ↑  Pryor & Jeffreys 2006，第205, 291頁
20. ↑  Pryor & Jeffreys 2006，第238頁
21. ↑  Dolley 1948，第52頁
22. ↑  Pryor & Jeffreys 2006，第215頁
23. ↑  Pryor & Jeffreys 2006，第203頁
24. ↑  Haldon 1999，第189頁
25. ↑  Gardiner 2004，第104頁
26. ↑  Pryor & Jeffreys 2006，第143–144頁
27. ↑  Delgado 2011，第190–191頁